# زفونيمير شارليا
زفونيمير شارليا (بالكرواتية: Zvonimir Šarlija) هو لاعب كرة قدم كرواتي في مركز الدفاع، ولد في 29 أغسطس 1996 في كوبريفنيتسا في كرواتيا. لعب مع نادي سلافن بيلوبو.

## وصلات خارجية
- زفونيمير شارليا على موقع الاتحاد الأوربي (الإنجليزية)
- زفونيمير شارليا على موقع اتحاد تركيا (لاعب) (الإنجليزية)
- زفونيمير شارليا على موقع قاعدة بيانات كرة القدم.إي يو (الإنجليزية)
- زفونيمير شارليا على موقع Soccerbase.com (لاعب) (الإنجليزية)
- زفونيمير شارليا على موقع Soccerway.com (الإنجليزية)
- زفونيمير شارليا على موقع عالم كرة القدم.نت (الإنجليزية)